# Jo Bonnier
Joakim "Jo" Bonnier (Djurgården, Švedska, 31. siječnja 1930. – Le Mans, Francuska, 11. lipnja 1972.) je bivši švedski vozač automobilističkih utrka. U Formuli 1 se natjecao od 1956. do 1971., a najbolji rezultat mu je pobjeda na VN Nizozemske 1959. u bolidu BRM. Bila je to ujedno i prva pobjeda te momčadi u Formuli 1. Na utrci 24 sata Le Mansa je nastupio 13 puta, a čak 12 puta nije stigao do cilja. Jedina utrka koju je završio je bila 1964., kada je sa suvozačem Grahamom Hillom u Ferrariju osvojio drugo mjesto. U posljednjem nastupu na toj utrci 1972., vozeći bolid Lola-Cosworth, sudario se s Florianom Vetschom u Ferrariju. Nakon sudara Bonnierov bolid je odletio preko ograde među stabla, a Bonnier je poginuo. 

## Rezultati u Formuli 1
| Sezona | Momčad                                                                    | Šasija                | Motor                                | Utrke  | Pobjede | Podiji | Bodovi | Plasman |
| ------ | ------------------------------------------------------------------------- | --------------------- | ------------------------------------ | ------ | ------- | ------ | ------ | ------- |
| 1956.  | Officine Alfieri Maserati                                                 | Maserati 250F         | Maserati 250F1 2.5 L6                | 1      | 0       | 0      | 0      | —       |
| 1957.  | Scuderia Centro Sud Jo Bonnier                                            | Maserati 250F         | Maserati 250F1 2.5 L6                | 5 (4)  | 0       | 0      | 0      | —       |
| 1958.  | Scuderia Centro Sud Jo Bonnier Giorgio Scarlatti Owen Racing Organisation | Maserati 250F BRM P25 | Maserati 250F1 2.5 L6 BRM P25 2.5 L4 | 10 (9) | 0       | 0      | 3      | 20.     |
| 1959.  | Owen Racing Organisation                                                  | BRM P25               | BRM P25 2.5 L4                       | 7      | 1       | 1      | 10     | 8.      |
| 1960.  | Owen Racing Organisation                                                  | BRM P25 / P48         | BRM P25 2.5 L4                       | 8      | 0       | 0      | 4      | 18.     |
| 1961.  | Porsche System Engineering                                                | Porsche 787 / 718     | Porsche 547/6 1.5 F4                 | 8      | 0       | 0      | 3      | 15.     |